# Rotes Haus (Radebeul)
Das Rote Haus, auch Villa Talblick, steht in der Oberen Bergstraße 12 im Stadtteil Niederlößnitz der sächsischen Stadt Radebeul. Die Villa steht am Fuße der Weinberge innerhalb des  Denkmalschutzgebiets Historische Weinberglandschaft Radebeul sowie am Rand des Landschaftsschutzgebiets Lößnitz. Der Bau, seit 1979 ein Denkmal der Architektur, wird als „schöne[s] Beispiel für die deutsche Renaissance“ im Dehio - Handbuch der Deutschen Kunstdenkmäler aufgeführt.

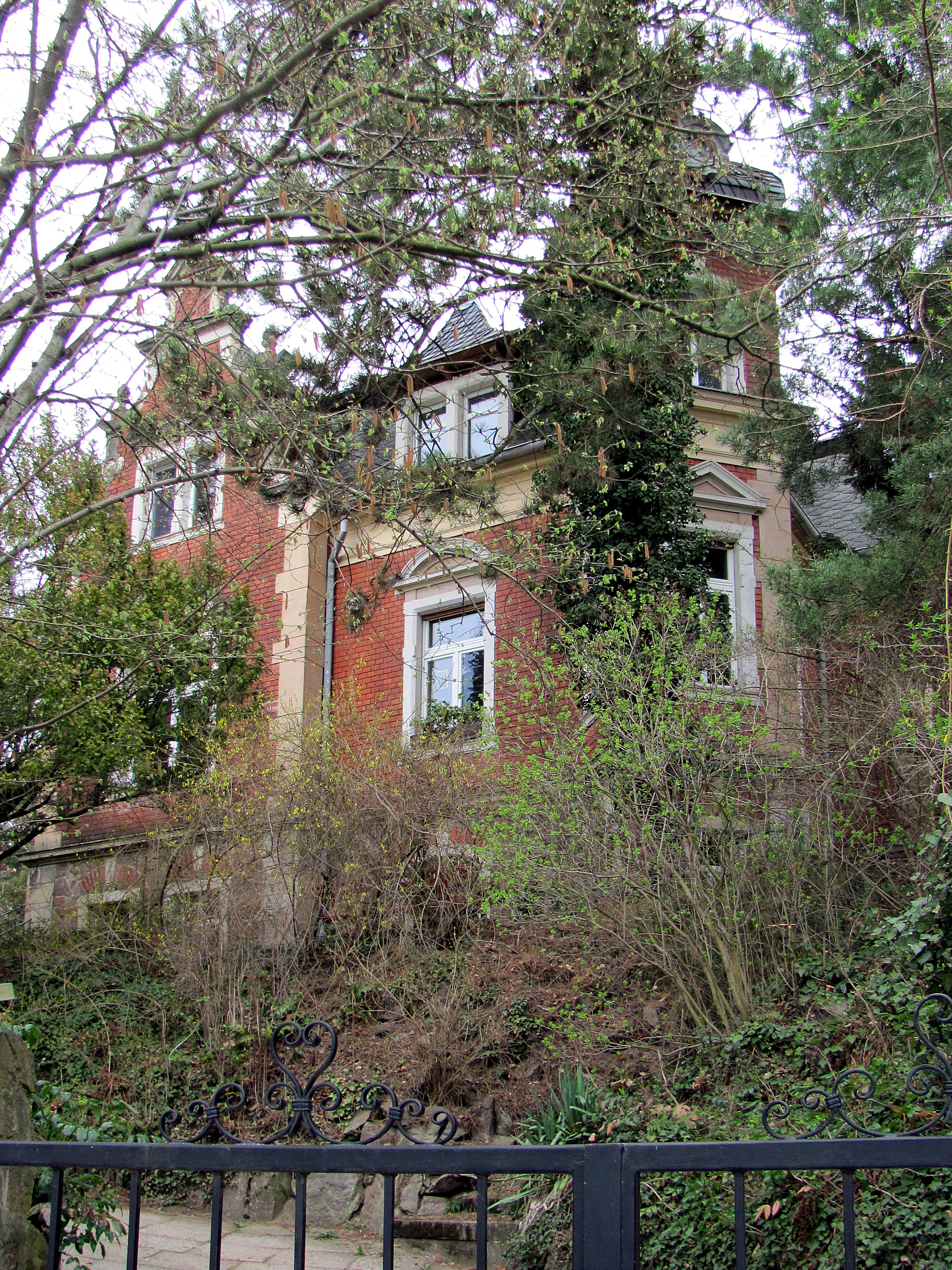
Rotes Haus

## Beschreibung

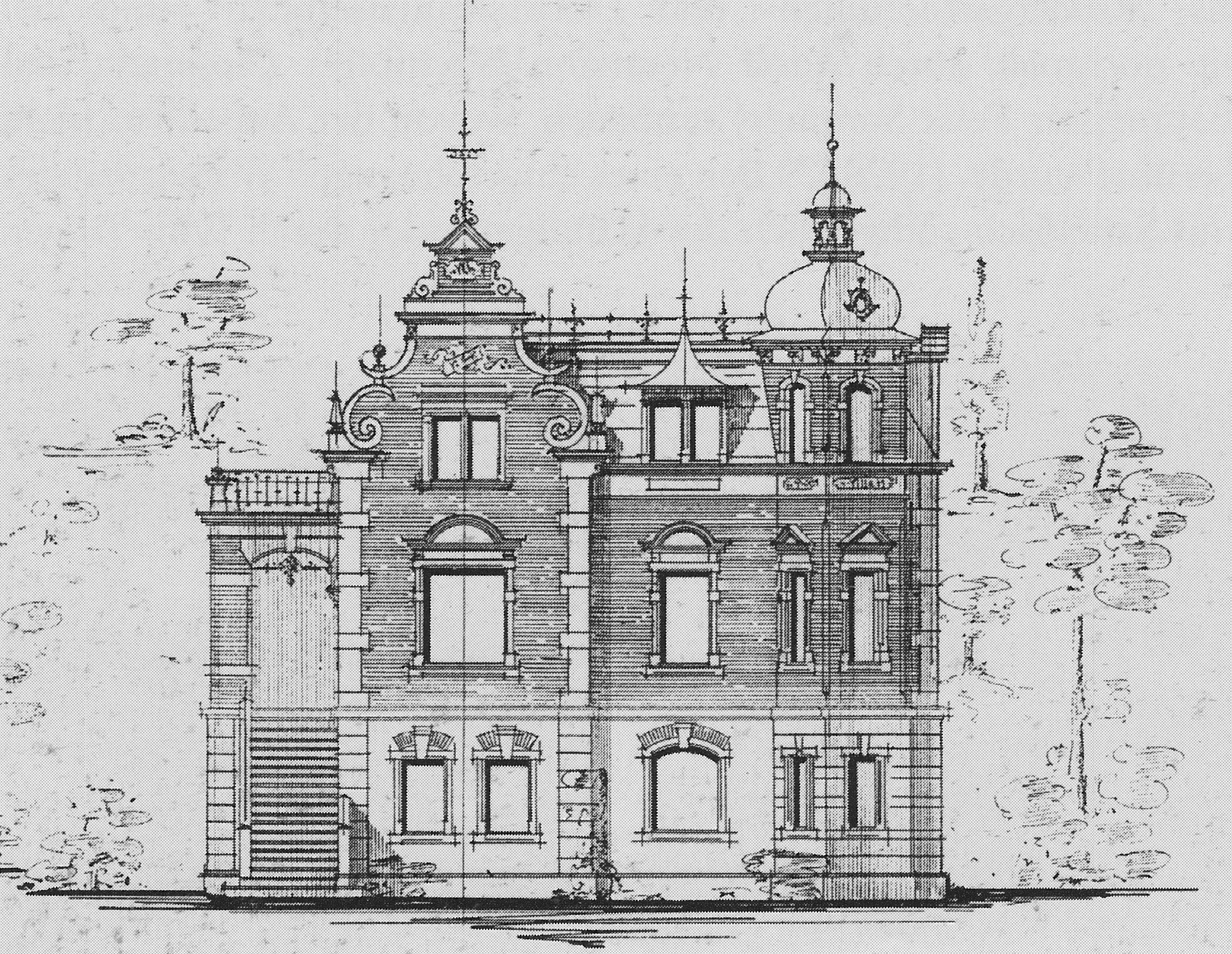
Bauzeichnung, 1895

Rotes Haus (Bildmitte) um 1900; rechts die Naturheilanstalt „Schloss Niederlössnitz“, links die Villa Kuntze

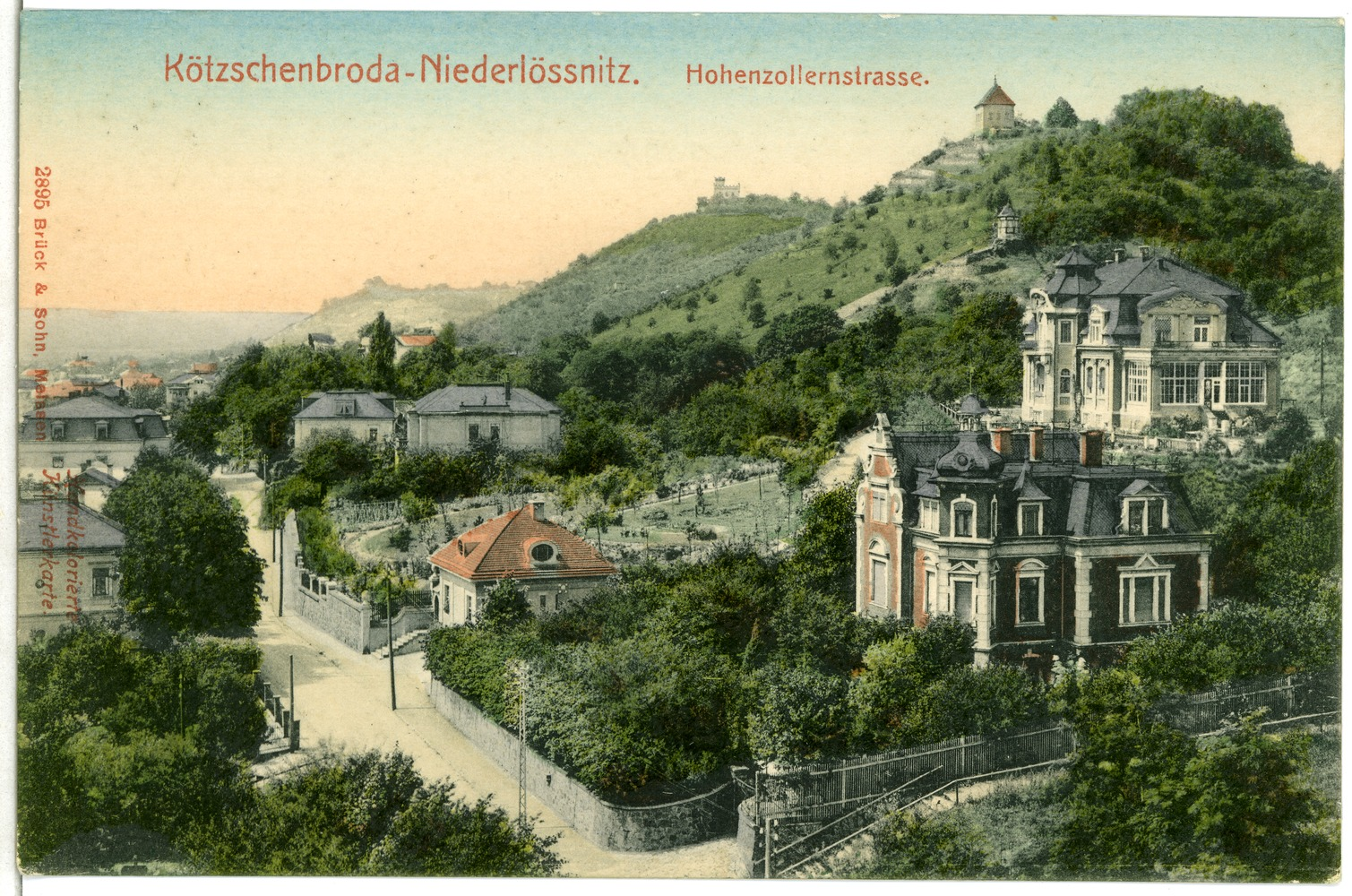
Vorn: Das Rote Haus, dahinter die Villa Kuntze. Handkolorierte Ansichtskarte, 1903.

Die mit der Stützmauer unter Denkmalschutz stehende Villa (bereits in der Kreisdenkmalliste von 1979 aufgeführt) stellt sich vom Tal her als zweigeschossiges Wohnhaus dar; das untere Stockwerk ist wegen der Hanglage als hohes Souterrain ausgebildet. Dieses besteht aus Bruchstein-Mauerwerk, während das obere Stockwerk als Verblendmauerwerk ausgeführt wurde, das dem Haus seinen Namen gab. Die Fassaden werden reichhaltig durch Sandsteingliederungen geschmückt.
Das Gebäude zeigt einen „unregelmäßig-malerischen Aufriss“, der zwei Hauptfassaden zur Schau stellt, nach Süden zur Straße hin und nach Osten. Zwischen diesen beiden Hauptansichten steht ein dreigeschossiger Eckturm, der von einer Welschen Haube bekrönt wird. Die Schmuckansicht nach Süden wird auf der linken Gebäudeseite durch einen Seitenrisalit mit einem Volutengiebel ergänzt. In der östlichen Seitenansicht, der zweiten Schmuckfassade, vor der ursprünglich ein steiler Weg nach Norden in die Berge führte, steht nach Norden versetzt ebenfalls ein Seitenrisalit mit einem großen Dachhäuschen. In der westlichen, also linken, Seitenansicht findet sich der Eingangsvorbau, zu dem eine lange Freitreppe hinaufführt. Der Vorbau ist als Altan ausgebildet. Der Hauseingang führt in das obere Stockwerk, der Austritt auf den Altan erfolgt aus dem Dachgeschoss.
Die von Sandstein eingefassten Fenster zeigen unterschiedliche Verdachungen. Das ehemals schiefergedeckte, unregelmäßig ausgebildete Dach setzt sich aus Sattel- und Plattformdach zusammen.

## Geschichte
Den Bauantrag vom Dezember 1895 stellte der Privatier Dr. jur. Carl Friedrich Otto Teichmann mit Hilfe eines Entwurfs des Dresdner Architekten Löser. Die Baugenehmigung erfolgte im Januar 1896. Die Bauausführung übernahm die Bauunternehmung der Gebrüder Große, deren Mitteilung über die Fertigstellung vom Januar 1897 datiert.
Laut Adressbuch von 1901, zum Zeitpunkt der Nutzung des hier genannten zweiten Häusernamens, war das Wohnhaus im Eigentum des aus Emmerichswalde stammenden Friedrich Wilhelm Rische, während Teichmann auch noch dort wohnte.